# 안위 (조선 무신)
안위(安衛, 1563년 ~ 1644년)는 조선 중기의 무관이다. 본관은 순흥, 임진왜란 당시 거제현령을 지내고, 정유재란 때에는 명량해전에서 공을 세워 전라우수사로 승진하였다.

## 개요
김제(金堤) 사람으로, 기축옥사 때 정여립(鄭汝立)의 5촌 조카라는 이유로 연좌되어 장을 맞고 평안도(平安道)로 유배되었다.
임진왜란 때에는 거제현령(巨濟縣令)으로, 칠천량 전투에서 패전한 뒤 다시 삼도수군통제사(三道水軍統制使)로 임명된 이순신(李舜臣)의 휘하에서 복무하였다. 《난중일기》에는 명량 해전 당시 통제사 이순신이 선봉에서 왜선들을 맞아 싸우는 동안 다른 군선과 함께 뒤로 물러나 싸울 엄두로 내지 못하다가, 이순신이 영하기와 초요기(招搖旗)를 세워 군선들을 부르자 간신히 중군장 김응함과 함께 앞으로 나섰고, 가장 먼저 대장선에 다가간 그를 향해 이순신이 "안위야, 네가 억지를 부리다 군법에 죽고 싶으냐? 도망치면 어디로 가서 살 수 있을 것 같더냐?"라며 호통을 치고 전투에 내보낸 일화가 그려져 있다. 적선으로 돌진한 안위의 군선이 왜선 세 척에 포위되어 배 위에서 백병전이 벌어졌는데, 통제사 이순신이 안위의 배가 있는 곳으로 달려들어가 그를 구원했고 두 배가 함께 협공해 왜선을 모두 격침시키는 사이 다른 전선들도 하나둘 전투에 합류, 31척의 배가 격침되고 울돌목의 물살마저 불리하게 돌아서자 결국 왜군은 전의를 잃고 후퇴하였다.
명량 해전에서의 공으로 안위는 전라우수사로 승진, 부임 이틀 뒤인 선조 31년(1598년) 2월 16일에 통제사 이순신과 함께 소속 관포(官浦)의 전선을 거느리고 강진의 고금도로 진을 옮겨 전비(戰備)를 다시 조치하고 새로 고쳐 변란에 대비하였는데, 적에게 포로로 잡혔다가 다시 돌아온 포로로부터 고니시 유키나가가 주둔한 예교(曳橋)에 적도들이 점점 들어와 군사를 증가하고 요새를 만들어 오랫동안 주둔할 계획을 세운다고 전해들은 것을 3월에 조정에 상주하였다. 전쟁이 끝난 뒤인 선조 33년(1600년)에는 수사직에서 물러나 김제의 본가로 가 있었는데, 체찰사 이항복이 다시 박명현(朴名賢) · 김응서(金應瑞) 등 물러난 관리들과 함께 체찰사의 별장(別將) 자격으로써 각 도내(道內)에서 모집한 군사를 데리고 체찰사를 경비할 수 있도록 하자고 조정에 아뢰고 있다.
선조 34년(1601년)에는 전라병마사(全羅兵馬使)로 복무하고 있었는데, 제주도에서 벌어진 소덕유(蘇德裕)의 모반 사건을 사전에 막는 공을 세웠지만, 소덕유가 마침 정여립의 사촌이라는 점이 문제가 되어 같은 정여립의 친척이던 안위도 대간의 탄핵을 받고 7월 30일에 면직되었다. 그런데 소덕유의 모반을 처음 목사 성윤문에게 고변한 길운절이 사실은 소덕유와 처음에 함께 반역을 모의했던 사실이 밝혀져 길운절도 처형되었다.
선조 36년(1603년)에는 다시 전라좌수사가 되었는데, 군사를 놓아 보내고 베를 거두거나 배를 만들어 사사로이 팔아 물의를 빚었고, 군비를 빼돌려 왜국에 파는 등의 비리를 저질렀다. 심지어 통제사 이경준이 종사관(從事官)을 보내어 기계를 점열할 때도 "종사관이 점열하는 규례는 없다"는 핑계로 관문을 막았는데, 통제사의 불시검문조차도 녹도만호(鹿島萬戶) 이정화(李廷華)의 귀띔으로 미리 손을 써서 비리 사실을 숨겼다. 이러한 사실은 사헌부를 통해 조정에 보고되었다. 선조는 잡아 국문해야 한다는 간관의 요청에 처음에는 과중하다고 듣지 않았지만, 사헌부가 재차 요청하자 국문을 허락하였고 전라좌수사에서 파직되었다.
선조 38년(1605년) 10월 9일에 안위는 다시 복직해 충청수사가 되었으나, 이번에도 사헌부에서 안위 본인의 과거 전라병마사로 재직 중에 새로 부임하는 수령 가운데 아름다운 첩이 있다는 말을 듣고는 많은 군관을 보내어 도중에 가로채 빼앗았다는 추문을 끄집어내어 다시 파직되고, 이듬해 1월 25일에 경상좌수사가 된다.
광해군 즉위년(1608년)에 군산도의 해적선 대여섯 척이 부안 앞바다에서 상선을 약탈하는 사건이 벌어졌고, 이는 안위를 통해 조정에 보고되었다. 4년(1612년)에 다시 한 번 전라병마사 재직 중의 추문과 관련해 사간원의 탄핵을 받아 포도가대장직에서 파직되었다.

## 같이 보기
- 명량 해전